# IC 3422
IC 3422 ist eine elliptische Galaxie mit aktivem Galaxienkern vom Hubble-Typ E0 im Sternbild Coma Berenices am Nordsternhimmel. Sie ist zirka eine Milliarde Lichtjahre von der Milchstraße entfernt und hat einen Durchmesser von etwa 160.000 Lj.

Im selben Himmelsareal befinden sich u. a. die Galaxien IC 3392, IC 3409, IC 3419, IC 3453.
Das Objekt wurde am 7. Mai 1904 von Royal Harwood Frost entdeckt.